# Palacio Fakhreddine

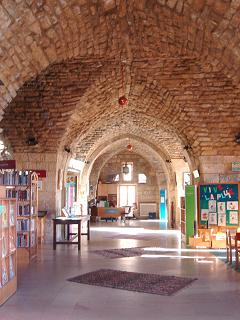
Vista interior del palacio Fakhreddine en el año 2007

El palacio Fakhreddine es un antiguo palacio emplazado en la localidad de Deir el Qamar, República del Líbano, fue construido por el príncipe Fakhreddine II a principios del año 1600. Este palacio es considerado un importante hito histórico y cultural en el Líbano, y despertado interés no solo por su arquitectura y el museo cera de Marie Baz, sino también por su conexión con la historia y la cultura del país.
El príncipe Fakhreddine II, quien encargó la construcción del palacio, es una figura destacada en la historia libanesa. Es reconocido por su papel en la consolidación del poder y la independencia del Líbano en el siglo XVII.
Deir el Qamar, donde se encuentra el Palacio Fakhreddine, es una localidad histórica que ha sido reconocida como Patrimonio de la Humanidad por la UNESCO. Esta ciudad es un testimonio de la rica historia y la arquitectura tradicional del Líbano.
Dentro del palacio, se encuentra el museo de cera de Marie Baz, el cual brinda a los visitantes la oportunidad de aprender sobre figuras históricas del Líbano y su legado. Las esculturas de cera representan a líderes políticos, artistas, escritores y otras personalidades que han dejado una marca en la historia del país. La familia Baz, junto con el museo Grévin de París, fundó este pequeño museo que exhiben 70 modelos de cera o esculturas que representan a algunas de las personalidades históricas del Líbano.
La arquitectura del palacio sigue el estilo Khan y consta de una planta baja y un segundo piso con vista al patio central. Para acceder, se debe pasar a través de una cámara abovedada o la sala de los guardias, seguida de una segunda cámara. Un ángulo de 90 grados permite el acceso indirecto a la zona principal, lo que mejora la seguridad al proporcionar un mejor control para los guardias en caso de posibles ataques. Esta medida de protección era común en la planificación de las casas y palacios árabes en aquellos días.
La construcción incluía un sector para el harem (esposas del emir), dónde cada mujer tenía su propio apartamento y privacidad. En el centro del patio hay una fuente decorativa de forma octogonal.